# 여수 흥국사 팔상전
여수 흥국사 팔상전(麗水 興國寺 八相殿)은 대한민국 전라남도 여수시 중흥동, 흥국사에 있는 조선시대의 건축물이다. 2005년 12월 27일 전라남도의 문화재자료 제258호로 지정되었다.

## 개요
팔상(八=捌相)은 법화경의 주존불인 석가여래의 일생을 크게 8가지로 구분해서 설명한 것이다. 팔상전은 법화신앙이 행해졌던 사찰에 많이 지어졌는데, 석가모니불을 주존으로 모시고 그가 살아가신 일생의 모습을 8폭의 탱화로 그려 모신 곳이다.
흥국사 팔상전은 조선후기(17세기경)에 건립되어 중수한 다포계 3칸 팔작지붕으로 대웅전에 버금가는 부속건물이다. 어간문은 4합, 양옆은 3합문으로 빗살문과 정(井)자 문을 하였다. 기둥에 배흘림과 안쏠림, 귀솟음이 나타나 전통적인 형식을 띄고 있으며, 불단 위에는 ‘亞’자형 닫집이 있어 매우 호화롭게 하였다. 50여점의 조선후기 명문 기와가 확인되어 흥국사 불사의 연혁도 알 수 있다.

## 참고 문헌
- 여수 흥국사팔상전 - 국가유산청 국가유산포털